# Religión en Lesoto

Lesoto es una nación predominantemente cristiana.

El cristianismo es la religión dominante en Lesoto, se estima que más del 95 % de su población es cristiana. Las religiones no cristianas representan solo el 1.5%, y las personas que no practican ninguna religión representan el 3.5%. Los no cristianos se suscriben principalmente a las religiones africanas tradicionales, con una presencia menor insignificante (<0.2%) del islam, el judaísmo y las religiones asiáticas.

## Cristianismo
Los protestantes representan el 50 % de la población (los evangélicos el 17.5 %, los anglicanos el 7.5 %, los pentecostales el 21.9 % y otros cristianos un 8.5 %). Los católicos representan casi el 40 % de la población, atendida el arzobispo metropolitano de Maseru y sus tres sufragáneos (los obispos de Leribe, Mohale's Hoek y Qacha's Nek), que también forman la conferencia episcopal nacional. 

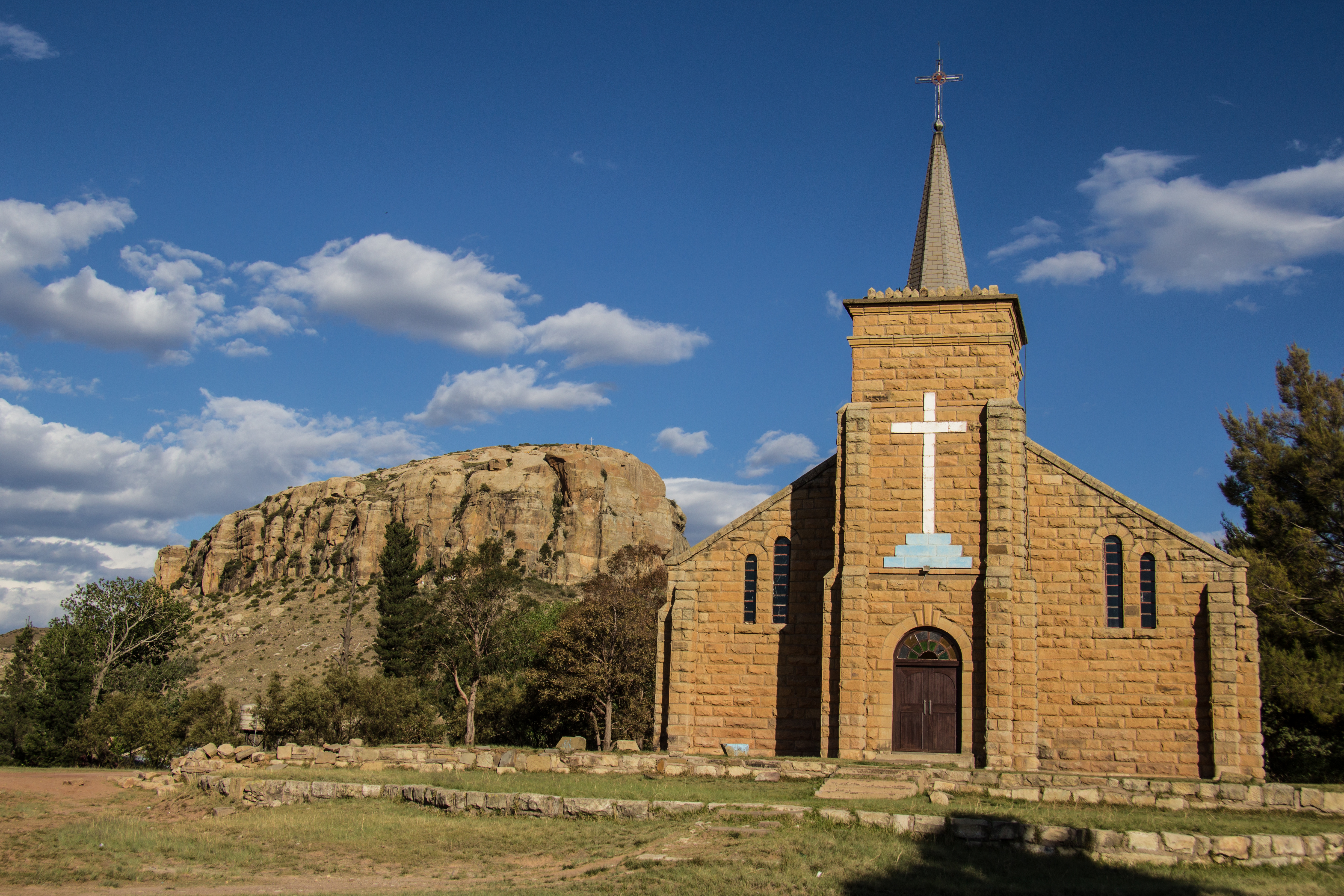
Catedral de San Miguel en Lesoto.

El cristianismo llegó a Lesoto en las misiones francesas por invitación del rey Moshoeshoe I en 1830. Mientras el rey Moshoeshoe invitaba a misioneros cristianos, conservó su religión tradicional y se divorció de dos de sus esposas que se habían convertido al cristianismo. Los informes iniciales de los misioneros evangelistas franceses alegaron el canibalismo como parte de la religión tradicional de Lesoto. Misioneros posteriores, como Henry Callaway, así como los antropólogos, consideran esos informes iniciales como poco confiables y míticos, en lugar de una representación histórica o verdadera de la religión tradicional del pueblo de Lesoto.
La primera misión católica comenzó en 1863. Fue llamada Motse-oa-'M'a-Jesu, y dirigida por el obispo Allard. Invitó a las Hermanas de la Sagrada Familia de Francia a trabajar con mujeres sotho. Los esfuerzos iniciales apuntaban a obtener conversos, así como a poner fin a la práctica de la poliginia, donde los viejos pagaban el precio de la novia para casarse con niñas. Los esfuerzos posteriores atrajeron la resistencia de las familias tradicionales. Según las memorias de Allard, las mujeres se convirtieron al catolicismo en mayor número antes que los hombres.
Las dos denominaciones cristianas tienen vínculos históricos con dos partidos políticos importantes en Lesoto. Los evangélicos se han alineado con el Partido del Congreso de Basotho, mientras que la Iglesia católica ha apoyado al Partido Nacional de Basotho. El Pronuncio de Pretoria representa a la Santa Sede en el gobierno de Lesoto.

## Religión tradicional
La religión tradicional sotho se puede rastrear con evidencia arqueológica hasta alrededor del siglo X. Comparten temas con la religión tradicional Tswana. El Jefe de una comunidad Sotho también era su líder espiritual. Los espíritus ancestrales llamados  Badimo en prácticas de adoración fueron una parte importante de la comunidad Sotho, junto con rituales como la danza de la lluvia. Los Sotho habían desarrollado el concepto de Modimo, el Ser Supremo. El Modimo, en la teología Sotho, creó deidades menores con poderes para interactuar con los seres humanos.

## Derechos religiosos
La constitución protege la libertad de religión, un derecho que ha sido ampliamente y en general respetado por el gobierno de Lesoto.